# Кюнер, Рафаэль
Рафаэль Кюнер (нем. Raphael Kühner; 22 марта 1802, Гота, Саксен-Гота-Альтенбург, — 16 апреля 1878, Ганновер, Германия) — немецкий филолог и педагог.
Автор многочисленных работ по грамматике древних языков. Главные из них — «Ausfürliche Grammatik der griechischen Sprache» и «Ausführliche Grammatik der lat. Sprache». Элементарные грамматики Кюнера, как греческая, так и латинская, были переведены на русский язык (например, К. А. Коссовичем, А. А. Поповым) и выдержали большое количество изданий; их особенность — соединение всего элементарного курса со статьями для перевода, хрестоматией и словарём.
Как отмечает проф. В. И. Кащеев, по составленному им учебнику учились многие поколения гимназистов 60-90-х гг. XIX в. повсюду в России.